# Даница Живановић
Даница Живановић Денић (Бањалука, 27. јул 1904  —  Београд 3. јун 1978) била је српска и југословенска балерина, педагог, костимограф и кореограф.

## Биографија
Рођена је у угледној српској породици у Бањалуци, од мајке Емилије, рођене Бурјан, пореклом Чехиње из Соколова и оца Данила, по занимњау предузетника. Због очевог занимања, често су мењали место пребивалишта. Боравили су, између осталог, на острву Мадеира, у Буенос Аиресу и у Риу де Женеиру. Школовала се у Грацу, Трсту и Загребу, где је 1921. завршила гимназију. Гимназију је у вишим разредима напустила, да би почела да се бави уметношћу, најпре сликарством, а убрзо затим балетом, коме се у потпуности посветила. Студирала је Балетску школу Хрватског народног казалишта. Упоредо са школовоњам, наступала је у ХНК до 1923. године. Након тога је радила у Народном позоришту у Београду (1923—1945). У Београду је студирала Глумачко-балетску школу код Јелене Пољакове (1926), након чега је постала соло играчица. Често је одлазила на студије у иностранство или на гостовоања. Једно време је студирала у Паризу код Олге Прображенске.
Бирана је за мис Београда и Југославије (1927).
Играла је као соло играчица у Градском позоришту у Цириху као прва солисткиња (1934/35), као и у Загребу (1935/36). Са Народним позориштем у Београду је гостовала у Атини, Софији и Франкфурту, а са загребачким у Берлину у државној опери (1936). Са групом играча у Народном позоришту је гостовала у Барселони у „Гран театру дел лицео” (1929) и Прагу.
Са Гитом Нушић је основала дечје позориште „Рода”, прво дечје позориште у Београду. Основано је 1937. године, а са радом је започело јануара наредне године. Тамо је радила до октобра 1941. У дечјем позоришту се бавила костимографијом, исто као и у Народном позоришту и на Коларчевом народном универзитету, где је са Љ. Колесниковим постављала карактерне игре.
Године 1942. се удала за Миомира Денића, сценографа Народног позоришта у Београду.
Држала је и приватну школу (1945—1947), након чега је прешла у државну службу, радећи као наставник и кореограф Совјетске балетске школе при амбасади Совјетског Савеза у Београду (1947—1948), затим као наставник балета и кореограф у Пионирском позоришту у Панчеву (1948—1949), као наставник класичног балета у Градској балетској школи (1949—1953),  као кореограф, до оснивања  балетског ансамбла Српског народног позоришта у Новом Саду где је 1948. поставила кореографију за комичну оперу „Еро с онога свијета” и стални кореограф у Позоришту „Бошко Буха” (1953—1956).
Бавила се и превођењем литературе за децу. С енглеског језика је превела романе „Леси се враћа кући”, Ерика Најта (1952) и „Гризли” Оливера Кервуда (1952)
Пензионисала се 1956. године.
Добитник је Захвалнице Балетске школе „Лујо Давичо”.